# Edmund Król
Edmund Król (ur. 26 października 1911 w Drohobyczu, zm. 27 maja 1986 w Mielcu) – polski oficer, uczestnik kampanii wrześniowej oraz walk o Tobruk, Monte Cassino, Ankonę i Monte Trebbio.

## Życiorys
W 1932 ukończył Gimnazjum im. Króla Władysława Jagiełły w Dębicy; studiów wyższych nie podjął z powodów finansowych. Pracę zawodową rozpoczął w tartaku i młynie w Wielopolu Skrzyńskim. Od września 1933 do sierpnia 1934 pełnił czynną służbę wojskową (Szkoła Podchorążych Rezerwy Piechoty w Zambrowie, Kurs Podchorążych Rezerwy Piechoty przy 27. Dywizji 23. Pułku Piechoty we Włodzimierzu Wołyńskim). Do sierpnia 1939 pracował w Borysławiu, w Zakładzie Elektryczno-Instalacyjnym Ignacego Łopuszyńskiego. 20 sierpnia 1939 został powołany na ćwiczenia wojskowe w ramach Obrony Narodowej i wcielony do kompanii „Borysław” w składzie batalionu „Sambor”, walczącej na Podkarpaciu (od granicy ze Słowacją przez Grybów, Stary Sącz, Krosno, Sanok, Sambor do granicy węgierskiej). W składzie 3. Pułku Strzelców Górskich 19 września 1939 przekroczył granicę z Węgrami, gdzie znalazł się w obozie dla internowanych w Sárvár, w którym przebywał do 5 maja 1940. Przerzucony przez zieloną granicę do Jugosławii, trafił do obozu przejściowego w Splicie, skąd przedostał się do Bejrutu, a następnie do Homs w Syrii i został przydzielony do Samodzielnej Brygady Strzelców Karpackch (SBSK). Po rocznym pobycie w Egipcie i Libii przetransportowany do Tobruku, gdzie jego Brygada we wrześniu 1941 przejęła obronę miasta od Australijczyków.
Po wyzwoleniu Tobruku w grudniu 1941, jako dowódca patrolu, walczył pod Ain el Gazala (podczas nocnych walk został ranny w głowę). Wraz z brygadą znalazł się w składzie 3. Dywizji Strzelców Karpackich i został przerzucony na północ Iraku (pogranicze Kurdystanu), celem przygotowania do walk w terenie górskim. Po rocznym pobycie w Iraku i ćwiczeniach w Libanie, w grudniu 1943 dywizja została przetransportowana drogą morską do Włoch, gdzie pod koniec stycznia 1944 zajęła pozycje obronne nad rzeką Sangro w Apeninach, a w kwietniu pod Monte Cassino. Jako zastępca dowódcy 4. kompanii 3. Batalionu SBSK, rozkazem wydanym na polu walki, przejął dowodzenie od rannego dowódcy 1. kompanii i funkcję tę pełnił do zakończenia wojny oraz demobilizacji. Kompanią dowodził w trakcie zdobywania wzgórza Santo Stefano, w bitwie o Ankonę oraz Monte Trebbio. Kapitulacja Niemiec zastała go w Bolonii. W sierpniu 1946 wraz z 3. Batalionem znalazł się w Anglii, skąd w sierpniu 1947 powrócił do Polski i osiadł w Mielcu.
W Polsce był wielokrotnie przesłuchiwany, określony przez komunistyczne władze jako „przesiąknięty sanacyjną propagandą”, „bezpartyjny” czy jako „wróg Polski Ludowej”. Po roku pobytu znalazł zatrudnienie na stanowisku starszego księgowego w tartaku i cegielni w Tuszymi koło Mielca, a następnie głównego księgowego w Okręgowej Spółdzielni Mleczarskiej, Zakładach Młynarskich, Miejskim Przedsiębiorstwie Remontowo-Budowlanym oraz biegłego księgowego w Przedsiębiorstwie Kopalnictwa Naftowego. Podjął też działalność społeczną, wygłaszając prelekcje o swojej wojennej epopei uczniom szkół podstawowych i średnich. Przez dwie kadencje był radnym – jako bezpartyjny – Miejskiej Rady Narodowej w Mielcu.
Jego grób znajduje się na cmentarzu parafialnym w Mielcu. 3 listopada 2021 Rada Miejska w Mielcu jednomyślnie podjęła uchwałę o nadaniu rondu u zbiegu ulic Partyzantów, Wolności i Dąbrówki imienia porucznika Edmunda Króla.

## Odznaczenia i awanse
Edmund Król otrzymał następujące odznaczenia i awanse:
- Krzyż Walecznych i awans do stopnia podporucznika za walki pod Ain el Gazala
- Virtuti Militari za zdobycie wzgórza Santo Stefano (bitwa o Ankonę)
- Krzyż Walecznych za bitwę pod Monte Trebbio
- Krzyż Kawalerski Orderu Odrodzenia Polski

## Życie prywatne
Był żonaty z Wandą Bogaczewicz (ślub odbył się 15 lipca 1939), z którą miał dwoje dzieci: Marię (ur. 1948 w Mielcu) i Jana (ur. 1950 w Mielcu).